# Marathon van Dubai

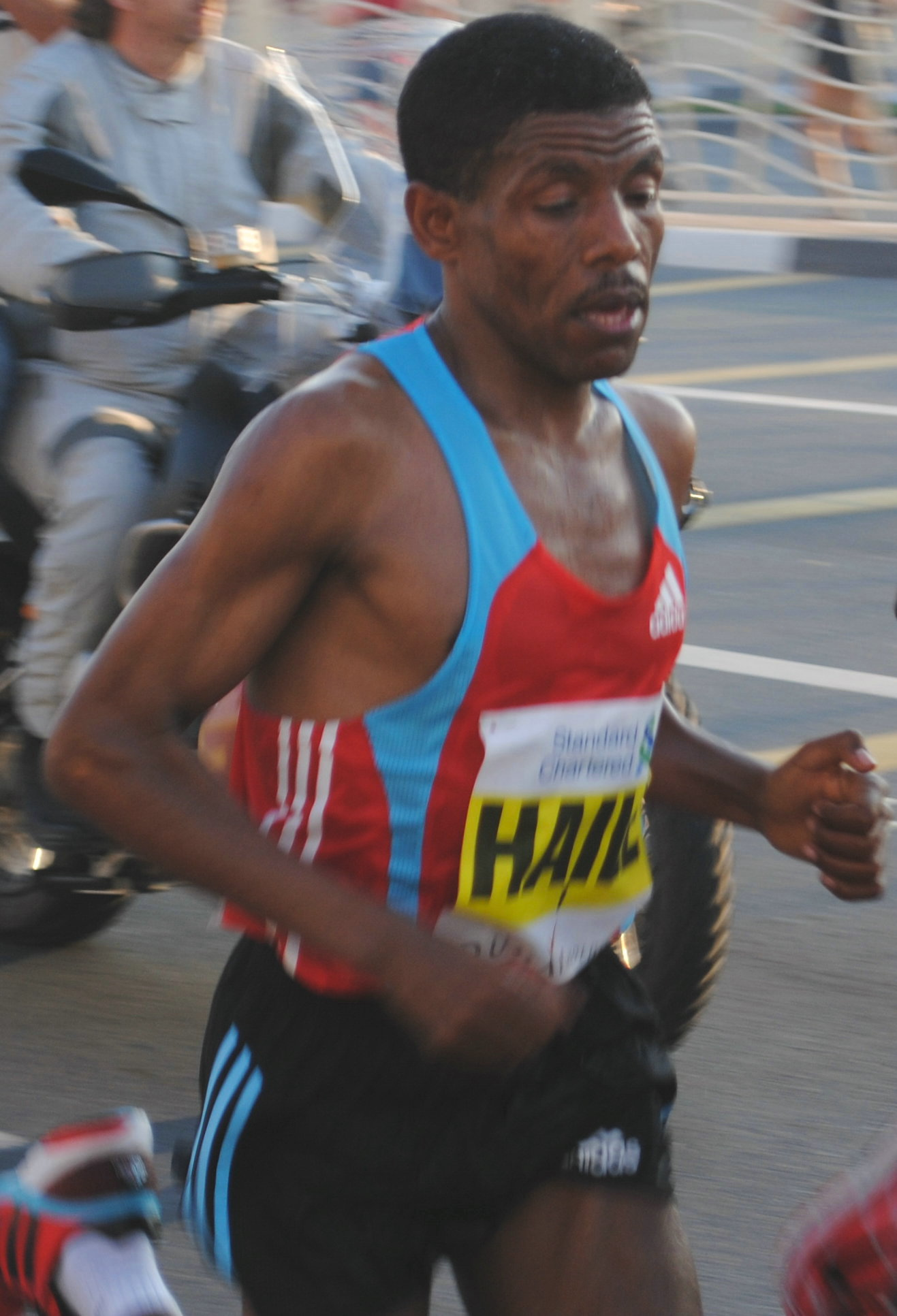
Haile Gebrselassie op weg naar zijn overwinning in 2010.

De marathon van Dubai (officieel de Standard Chartered Dubai Marathon genoemd) is een hardloopevenement, dat sinds 2000 elk jaar in de maand januari in Dubai (Verenigde Arabische Emiraten) wordt gehouden. Naast de hoofdafstand van 42,195 km wordt er ook gelopen over 10 km en 3 km. De Keniaan Wilson Kibet en de Ethiopiër Haile Gebrselassie wonnen deze marathon beiden driemaal bij de mannen. Bij de vrouwen zegevierde de Ethiopische Aselefech Mergia driemaal.  
In april 2007 werd bekendgemaakt, dat voor deze wedstrijd het grootste prijzengeld van alle marathons ooit zou worden uitbetaald, 250.000 dollar voor een overwinning en 1 miljoen dollar voor een wereldrecord (voor zowel mannen als vrouwen).
Het prijzengeld in 2017 en 2018 bedroeg 200.000 dollar voor een overwinning (mannen en vrouwen) en 100.000 dollar extra voor een wereldrecordtijd.
In 2008 deed Haile Gebrselassie een aanval op het wereldrecord. Hij realiseerde met 2:04.53 een tweede tijd en miste hiermee op een haar na het prijzengeld van 1 miljoen dollar, dat bij een wereldrecord zou zijn uitbetaald.
Bij de editie van 2013 kwamen de eerste vijf lopers aan binnen een tijd van twee uur en vijf minuten. Dit was de eerste keer in de geschiedenis dat dit gebeurde. In 2016 kwamen de eerste drie lopers aan binnen 2:05 uur.
De editie van 2017 vond plaats op vrijdag 20 januari. De wedstrijd werd gewonnen door Tamirat Tola in een tijd van 2:04.11, wat een nieuw parcoursrecord was en bovendien de negende snelste tijd ooit gelopen op de marathonafstand. Bij de vrouwen ging de winst naar Worknesh Degefa. Zij legde de 42,195 km af in een tijd van 2:22.36.
De editie in 2018 was van een bijzonder hoog en spannend niveau. De 27-jarige Mosinet Geremew sprintte als eerste over de finishlijn, gevolgd door nog vier lopers binnen acht seconden. In totaal klokten zeven lopers onder 2:05.00, een uniek resultaat in de geschiedenis van de marathon. De eerste zes liepen zelfs binnen 2:04.15. De derde, vierde, vijfde, zesde en zevende plaats waren de snelste in de geschiedenis, zowel in de mannen- als de vrouwenwedstrijd.

## Parcours
Start en finish van de wedstrijd zijn in het Zabeel Park. De loop van 10 km bestaat uit twee ronden over de 2nd Zabeel Road. De marathon gaat naar de Perzische Golf, die na 5 km wordt bereikt. Het parcours loopt kaarsrecht langs het strand van Jumeirah, totdat dit kort na het Wild Wadi Water Park bij de hotels Jumeirah Beach Hotel en Burj al Arab terugloopt naar de start/finish.

## Statistiek

### Parcoursrecords
- Mannen: 2:03.34 - Getaneh Molla  Ethiopië (2019)
- Vrouwen: 2:17.08 - Ruth Chepngetich  Kenia (2019)

### Top 10 finishtijden (mannen)
Met een gemiddelde tijd van 2:04.02,5 over de snelste tien finishtijden ooit gelopen bij deze wedstrijd staat Dubai op de zesde plaats op de Lijst van snelste marathonsteden.
| Rang | Naam             | Land | Tijd    | Jaar | Plek |
| ---- | ---------------- | ---- | ------- | ---- | ---- |
| 1    | Getaneh Molla    | ETH  | 2:03.34 | 2019 | 1    |
| 2    | Herpassa Negasa  | ETH  | 2:03.40 | 2019 | 2    |
| 3    | Mosinet Geremew  | ETH  | 2:04.00 | 2018 | 1    |
| 4    | Leul Gebresilase | ETH  | 2:04.02 | 2018 | 2    |
| 5    | Tamirat Tola     | ETH  | 2:04.06 | 2018 | 3    |
| 6    | Asefa Mengstu    | ETH  | 2:04.06 | 2018 | 4    |
| 7    | Sisay Lemma      | ETH  | 2:04.08 | 2018 | 5    |
| 8    | Tamirat Tola     | ETH  | 2:04.11 | 2017 | 1    |
| 9    | Birhanu Legese   | ETH  | 2:04.15 | 2018 | 6    |
| 10   | Ayele Abshero    | ETH  | 2:04.23 | 2012 | 1    |

(bijgewerkt t/m 2025)

### Winnaars
| Editie                                              | Jaar             | Snelste man        | Land     | Tijd    | Snelste vrouw         | Land     | Tijd    | Extra     |
| --------------------------------------------------- | ---------------- | ------------------ | -------- | ------- | --------------------- | -------- | ------- | --------- |
| Editie 2021 afgelast omwille van de corona-pandemie |                  |                    |          |         |                       |          |         |           |
| 21                                                  | 24 januari 2020  | Olika Adugna       | Ethiopië | 2:06.15 | Worknesh Degefa       | Ethiopië | 2:19.38 |           |
| 20                                                  | 25 januari 2019  | Getaneh Molla      | Ethiopië | 2:03.34 | Ruth Chepngetich      | Kenia    | 2:17.08 |           |
| 19                                                  | 26 januari 2018  | Mosinet Geremew    | Ethiopië | 2:04.00 | Roza Dereje           | Ethiopië | 2:19.17 |           |
| 18                                                  | 20 januari 2017  | Tamirat Tola       | Ethiopië | 2:04.11 | Worknesh Degefa       | Ethiopië | 2:22.36 | Uitslagen |
| 17                                                  | 22 januari 2016  | Tesfaye Abera      | Ethiopië | 2:04.24 | Tirfi Tsegaye         | Ethiopië | 2:19.41 | Uitslagen |
| 16                                                  | 23 januari 2015  | Lemi Berhanu Hayle | Ethiopië | 2:05.28 | Aselefech Mergia      | Ethiopië | 2:20.02 | Uitslagen |
| 15                                                  | 24 januari 2014  | Tsegaye Mekonnen   | Ethiopië | 2:04.32 | Mulu Seboka           | Ethiopië | 2:25.01 | Uitslagen |
| 14                                                  | 25 januari 2013  | Lelisa Desisa      | Ethiopië | 2:04.45 | Tirfi Tsegaye         | Ethiopië | 2:23.23 | Uitslagen |
| 13                                                  | 27 januari 2012  | Ayele Abshero      | Kenia    | 2:04.23 | Aselefech Mergia      | Ethiopië | 2:19.31 | Uitslagen |
| 12                                                  | 21 januari 2011  | David Barmasai     | Kenia    | 2:07.18 | Aselefech Mergia      | Ethiopië | 2:22.45 | Uitslagen |
| 11                                                  | 22 januari 2010  | Haile Gebrselassie | Ethiopië | 2:06.09 | Mamitu Daska          | Ethiopië | 2:24.18 | Uitslagen |
| 10                                                  | 16 januari 2009  | Haile Gebrselassie | Ethiopië | 2:05.29 | Bezunesh Bekele       | Ethiopië | 2:24.02 | Uitslagen |
| 9                                                   | 18 januari 2008  | Haile Gebrselassie | Ethiopië | 2:04.53 | Berhane Adere         | Ethiopië | 2:22.42 | Uitslagen |
| 8                                                   | 12 januari 2007  | William Rotich     | Kenia    | 2:09.53 | Askale Tafa           | Ethiopië | 2:27.19 | Uitslagen |
| 7                                                   | 17 februari 2006 | Joseph Ngeny       | Kenia    | 2:13.02 | Delilah Asiago        | Kenia    | 2:43.09 | Uitslagen |
| 6                                                   | 7 januari 2005   | Dejene Guta        | Ethiopië | 2:10.49 | Diribe Hunde          | Ethiopië | 2:39.08 | Uitslagen |
| 5                                                   | 9 januari 2004   | Gashaw Asfaw       | Ethiopië | 2:12.49 | Leila Aman            | Ethiopië | 2:42.36 | Uitslagen |
| 4                                                   | 10 januari 2003  | Joseph Kahugu      | Kenia    | 2:09.33 | Irina Permitina       | Rusland  | 2:36.26 | Uitslagen |
| 3                                                   | 11 januari 2002  | Wilson Kibet       | Kenia    | 2:13.04 | Albina Ivanova        | Rusland  | 2:33.31 | Uitslagen |
| 2                                                   | 12 januari 2001  | Wilson Kibet       | Kenia    | 2:13.36 | Ramilja Boerangoelova | Rusland  | 2:37.07 | Uitslagen |
| 1                                                   | 14 januari 2000  | Wilson Kibet       | Kenia    | 2:12.21 | Ramilja Boerangoelova | Rusland  | 2:40.22 | Uitslagen |

### Deelnemersaantallen
| Jaar | Marathon | waarvan vrouwen | 10 km  | waarvan vrouwen |
| ---- | -------- | --------------- | ------ | --------------- |
| 2017 | 2424     | 546             | 12.763 | 3694            |
| 2016 | 2030     | 494             | 12.546 | 3816            |
| 2015 | 1952     | 386             | 12.300 | 3962            |
| 2014 | 2156     | 480             | 11.522 | 3726            |
| 2013 | 1899     | 443             | 9201   | 3098            |
| 2012 | 1576     | 337             | 8348   | 3018            |
| 2011 | 1305     | 286             | 6778   | 2378            |
| 2010 | 1312     | 295             | 4992   | 1847            |
| 2009 | 0888     |                 | 3456   |                 |
| 2008 | 0787     |                 | 2793   |                 |
| 2007 | 0481     |                 | 1874   |                 |
| 2006 | 0265     |                 | 1630   |                 |
| 2005 | 0389     |                 | 1797   |                 |
| 2004 | 0303     |                 | 1083   |                 |
| 2003 | 0229     |                 | 0917   |                 |

2000 ·
2001 ·
2002 ·
2003 ·
2004 ·
2005 ·
2006 ·
2007 ·
2008 ·
2009 ·
2010 ·
2011 ·
2012 ·
2013 · 
2014 · 
2015 ·
2016 ·
2017